# برد الشتاء (رواية)
رواية برد الشتاء (بالإنجليزية: Winter Chill)‏ هي رواية للكاتب الأسترالي جون كليري. نشرت عام 1995. كان الكتاب الثاني عشر الذي يضم محقق سيدني سكوبي مالون ويركز على وفاة محام أمريكي في مؤتمر، ومقتل حارس الأمن الذي وجده.